# HICO
HICO（ヒコ、2001年7月7日 - ）は、日本の歌手、パフォーマー、エンターテイナー。本名、今西正彦。 大阪府出身。JB Entertainment所属。レコードレーベルは、Present Label。ファンネームは、織姫、織星。

## 略歴
4人の姉の影響で2歳半からダンスを始める。多くのコンテストでタイトルを獲得するとともに、ダンススクールのインストラクターも務めていた。2019年9月よりオーディション番組『PRODUCE 101 JAPAN』に出演、ファイナルに進出。2020年7月7日、自身の誕生日にティーザー映像を公開し、所属事務所と活動再開を発表。2020年12月25日、デビューシングル「STRAWBERRY」を配信リリース。2021年7月7日、初のオンラインショーを開催、ファンクラブを開設した。2022年6月、ORβIT、BUGVELと共に音楽ユニットDream Gateに参加。2023年1月、HICO、YUGO(ORβIT)、KOSHIN(BUGVEL)の3人でユニット「Babooz」を結成し、デジタルシングル「Good Today」をリリース。2023年4月より、コリア国際学園高等部で教師として勤務。2023年６月、Fanicon会員制コミュニティ「まさひこのリアル」を開設。2023年12月、2024年1月1日よりプロデュース・ディレクション業に専念すると発表した。

## 人物
- 6人兄弟の末っ子[7]。
- 趣味は音楽を聴くこと、SNSを見ること、自撮りすること[8]。

## エピソード
- ファンネーム「織姫」「織星」の由来は自身の誕生日が七夕であることから[9]。

- PRODUCE 101 JAPANで共演したJO1の川西拓実と仲が良く、「ひこたく」と呼ばれている[10]。

- PRODUCE 101 JAPAN出身メンバーで結成されたORβITとは同じ事務所に所属しており、メンバーのTOMO（安藤誠明）は「STRAWBERRY」にフィーチャリング参加している[4]。

## 作品

### デジタルシングル
| No. | リリース日     | タイトル              | レーベル      |
| --- | -------------- | --------------------- | ------------- |
| 1st | 2020年12月25日 | STRAWBERRY feat. TOMO | Present Label |
| 2nd | 2022年5月5日   | BLAZE                 | Present Label |
| 3rd | 2022年7月7日   | My Treasure           | Present Label |
| 4th | 2023年7月7日   | Emotion               | Present Label |
| 5th | 2023年7月7日   | Alone                 | Present Label |

### ミュージックビデオ
| 年   | 作品名                | MV                   | 特別版                                    |
| ---- | --------------------- | -------------------- | ----------------------------------------- |
| 2020 | STRAWBERRY feat. TOMO | STRAWBERRY DANCE M/V | 『STRAWBERRY feat. TOMO』RECORDING BEHIND |
| 2020 | STRAWBERRY feat. TOMO | STRAWBERRY DANCE M/V | 『STRAWBERRY feat. TOMO』DANCE M/V BEHIND |

### 参加楽曲

#### PRODUCE 101 JAPAN
- ツカメ 〜It's Coming〜 - 『ツカメ 〜It's Coming〜』収録
- やんちゃBOYやんちゃGIRL - 『PRODUCE 101 JAPAN - 35 Boys 5 Concepts』収録（「バブリンチョ」名義）
- GrandMaster - 『PRODUCE 101 JAPAN - FINAL』収録
- さよなら青春 - 『PRODUCE 101 JAPAN - FINAL』収録

#### BABOOZ
- Good today

## 出演

### テレビ番組
- PRODUCE 101 JAPAN（2019年9月26日 - 12月11日、GYAO!・TBS）
- HICO ONLINE SHOW「Puzzle Piece1 ～Piece of a Dream～」MAKING（2021年8月31日、スペースシャワーTVプラス）[11]

### その他
- ABC Recommends!（2021年4月27日-2021年10月25日、ABCマート）- MC[12]

## イベント

### ライブ
- HICO ONLINE SHOW「Puzzle Piece 1 ～Piece of a Dream～」（2021年7月7日、オンライン配信）[5]
- HICO 1st Entertainment Show「Puzzle Piece 1 ～Piece of a Dream～」（2021年11月13日、なんばHatch）[13]
- 「Puzzle Piece Ⅱ」（2023年1月28日、TIAT SKY HALL）